# Bilohorodka, Dubno
Bilohorodka (în ucraineană Білогородка) este un sat în comuna Verba din raionul Dubno, regiunea Rivne, Ucraina.

## Demografie
Componența lingvistică a localității Bilohorodka
     Ucraineană (99,6%)
     Alte limbi (0,4%)
Conform recensământului din 2001, majoritatea populației localității Bilohorodka era vorbitoare de ucraineană (99,6%), existând în minoritate și vorbitori de alte limbi.